# Carlota Solé i Puig
Carlota Solé i Puig (Barcelona, 11 de diciembre de 1944) es una Catedrática de sociología de la Facultat de Ciències Polítiques i Sociología, de la Universitat Autònoma de Barcelona. Desempeña el cargo de directora del Grupo de Estudios sobre Inmigración y Minorías Étnicas (GEDIME), desde su fundación.

## Trayectoria profesional
Carlota Solé i Puig se licenció en Ciències Econòmiques, por las universidades de Barcelona y Bilbao entre los años 1961 y 1967.  Es Doctora en Sociología por la Universidad de Reading (Inglaterra) desde el año 1982 y en Ciencias Económicas por la Universidad Autónoma de Barcelona, desde 1975.
Ha ejercido como docente tanto en la Universidad Autónoma de Barcelona, como en la Universidad Complutense de Madrid, en la Escuela Superior de Administración y Dirección de Empresas (ESADE), o en diversas universidades extranjeras como la University of Reading o el Instituto Universitario dei Studi Europei-Torino.
En el año 1989 fundó el Grupo de Estudios sobre Inmigración y Minorías Étnicas (GEDIME), centro que se dedica al estudio de las dinámicas migratorias internacionales, las prácticas transnacionales en contextos migratorios y la inclusión social de las minorías étnicas, desde una perspectiva sociológica. 
Está adscrito desde sus inicios al Departamento de Sociología de la Universidad Autónoma de Barcelona (UAB).
Sus estudios se centran principalmente en la modernización, la inmigración y las organizaciones, aunque trata temas como la mujer, el nacionalismo o el mercado laboral.
Entre sus publicaciones cuenta con artículos de revistas, colaboraciones en obras colectivas, reseñas, libros, dirección de tesis y coordinación en otras publicaciones.
De su obra destaca, entre otros, “Modernización: un análisis sociológico” (1976), “La integración sociocultural de los inmigrantes en Cataluña” (1981), “Negocios étnicos: los comercios de los inmigrantes no comunitarios en Cataluña” (2006) o “Inmigración y ciudadanía” (2011),
Desde el año 2009 es directora del “Centre d’Estudis i Recerca en migracions” de la Universidad Autónoma de Barcelona, centro que se preocupa de realizar estudios sobre migraciones y que está considerado como un referente de este campo.

## Reconocimientos
Carlota Solé i Puig fue galardonada con el Premio Nacional de Sociología y Ciencias Políticas del CIS en 1990 y recibió el Mary Parker Follet Award de la American Political Science Association con su artículo “Language and the Construction of States: the Case of Catalonia in Spain” en el año 1995.